# Doug Ducey
Doug Ducey (* 9. dubna 1964 Toledo) je americký politik za Republikánskou stranu, od 5. ledna 2015 do 3. ledna 2023 guvernér Arizony.
Vystudoval na Arizonské státní univerzitě, kde získal titul BSc. v oboru finančnictví. Pak pracoval v oddělení obchodu a marketinku společnosti Procter & Gamble. V letech 1995–2007 byl výkonným ředitelem ve společnosti Cold Stone Creamery, následně mezi lety 2008–2012 zasedal ve správní radě iMemories.
V roce 2010 byl zvolen do funkce arizonského Státního pokladního (State Treasurer). Následně v roce 2014 kandidoval do funkce guvernéra a ve volbách porazil kandidáta Demokratické strany Freda DuVala poměrem 53,4 % ku 41,6 % (třetí v pořadí, libertarián Barry Hess, získal jen 3,8 %). Ve funkci vystřídal spolustraničku Jan Brewerovou, která nemohla znovu kandidovat. V roce 2018 funkci obhájil poměrem 56 % ku 41,8 % proti Davidu Garciovi.
V roce 2014 byl zvolen guvernérem Arizony, funkci poté obhájil i v roce 2018. V roce 2022 již nekandidoval. V letech 2020 až 2022 byl předsedou Asociace republikánských guvernérů.